# تل سفیدک
تل سفیدک مربوط به سده‌های ۶–۵ ه.ق است و در شهرستان بهبهان، بخش مرکزی، دهستان حومه، ۲/۵ کیلومتری شرق روستای خارستان علیا واقع شده و این اثر در تاریخ ۱ مرداد ۱۳۸۶ با شمارهٔ ثبت ۱۹۲۶۳ به‌عنوان یکی از آثار ملی ایران به ثبت رسیده است.